# 秋元司
秋元司（1971年10月23日—）是日本政治人物，現任眾議院議員（3期）。曾任國土交通副大臣、IR擔當內閣府副大臣、復興副大臣、防衛大臣政務官、眾議院內閣委員長、參議院議員等職務。

## 生平
出生於東京都足立区，但從小學到高中畢業都是在鹿兒島市長大。1996年3月從大東文化大學畢業。
2004年7月代表自民黨當選參議員而進入政壇，2005年因反對小泉內閣的郵政民營化法案而被暫停黨籍一年，2007年先後在安倍內閣與福田康夫內閣擔任防衛大臣政務官。
2009年6月起兼任大東文化學園理事。2010年7月在參議院議員選舉中落選，後在東京福祉大學擔任客座教授與理事職務。2012年12月當選眾議院議員而得以重返政壇，並於2014年、2017年先後連任。
2015年10月就任自民黨國土交通部會長，2016年9月就任眾議院内閣委員長，同年12月在任內閣委員長期間主導強行通過「綜合型度假村整備推進法案」（通稱「賭場法」）。
2017年8月在安倍內閣擔任國土交通副大臣（觀光立國推進、航空行政、道路、港湾擔當）兼内閣府副大臣（綜合型度假村擔當）兼復興副大臣（地震、海嘯災害復興擔當）。

## 涉嫌受賄
2019年12月，東京地方檢察廳特搜部在搜查借用托兒所名義的詐騙案件時，將秋元及其兩名秘書列為調查對象。通過進一步調查發現，秋元涉嫌收受中國企業500彩票網的300萬日圓現金等賄賂，該企業意圖參與位於北海道留寿都村的綜合型度假村開發項目。因此，東京地方檢察廳在12月25日將秋元以及500彩票網在日本的多名員工拘捕。他也成為繼鈴木宗男以後又一位因受賄而在任職期間被捕的日本國會議員。
秋元於同一天提交離黨申請，並於當日被受理。

## 外部連結
- 官方網站 （页面存档备份，存于）